# Bill Whitehouse
Bill Whitehouse (Plumstead, 1 april 1909 – Reims-Gueux, Reims, 14 juli 1957) was een Brits autocoureur. Hij nam deel aan zijn thuisrace in 1954 voor het team Connaught Engineering, maar viel uit en scoorde zo geen punten voor het wereldkampioenschap Formule 1. Hij verongelukte in een Formule 2-crash op het circuit van Reims. Later in die race verongelukte ook de Amerikaanse coureur Herbert MacKay-Fraser.